# HD 48087
HD 48087，又名CD-38 2817，SAO 197064、HR 2465，是一颗恒星，视星等为6.58，位于銀經247.04，銀緯-18.47，其B1900.0坐标为赤經6h 36m 32.4s，赤緯-38° -18.47′ 56″。